# کمدی ترسناک

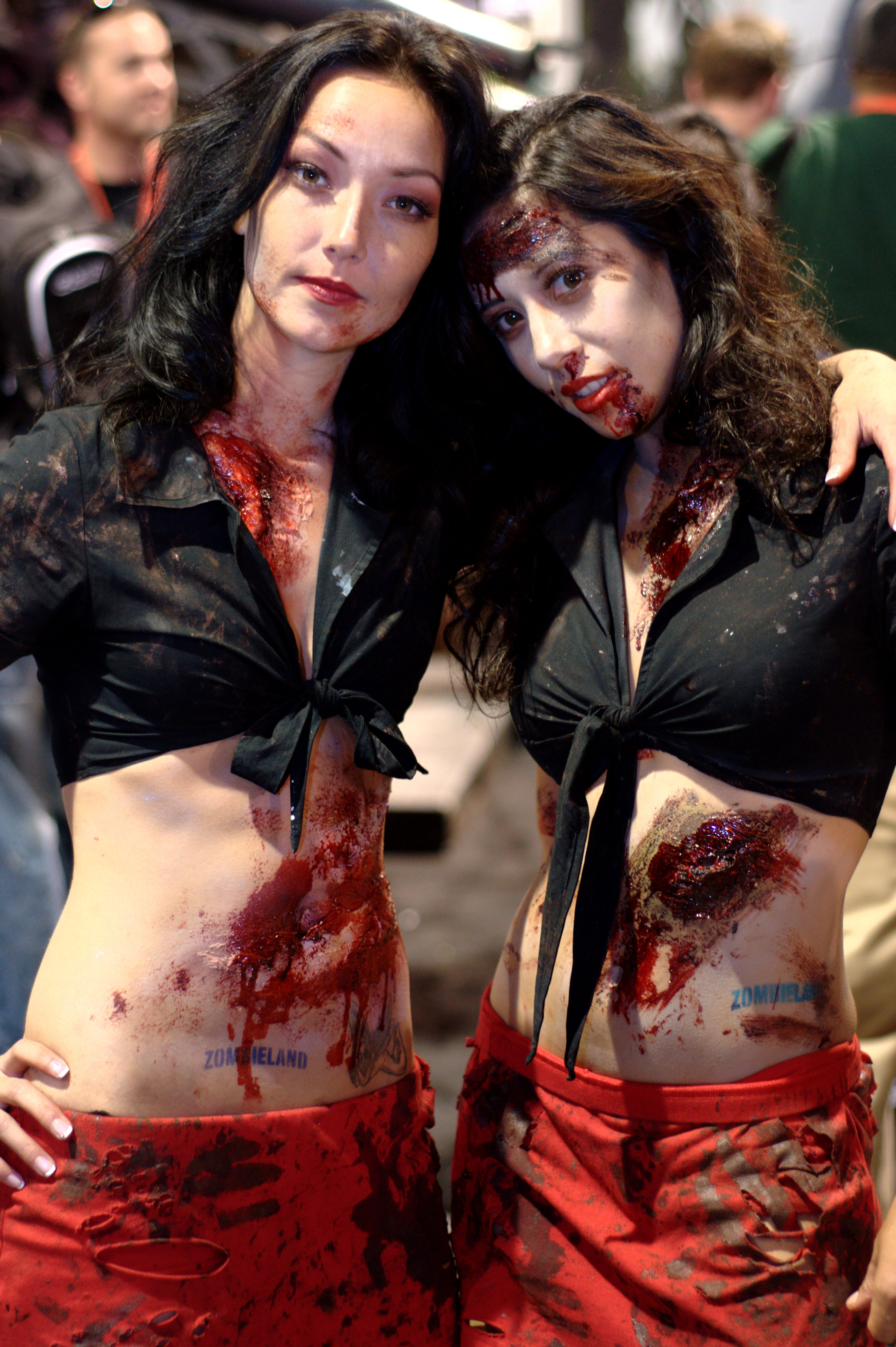
مدل‌هایی که در کامیک-کان بین‌المللی سن دیگو سال ۲۰۰۹ برای فیلم سرزمین زامبی‌ها تبلیغ می‌کنند.

کمدی ترسناک (به انگلیسی: Horror comedy) گونه‌ای در ادبیات و فیلم است که در آن عناصر کمدی و وحشت به شکل تلفیقی وجود دارند.